# Rancho La Brea
El Rancho La Brea  era una concesión de tierra mexicana de 4439 acres (18,0 km²) en el actual condado de Los Ángeles, California, otorgada en 1828 a Antonio José Rocha y Nemisio Domínguez por José Antonio Carrillo, el alcalde de Los Ángeles. Rancho La Brea consistía en una legua cuadrada de tierra de lo que ahora es Miracle Mile de Wilshire, Hollywood y partes de West Hollywood. La subvención incluyó los famosos pozos de asfalto de La Brea.

## Historia
El título otorgado por el alcalde en 1828 fue confirmado por José María de Echeandía, gobernador de Alta California; en 1840 fue reconfirmada por el gobernador Juan Alvarado. Con la cesión de California a los Estados Unidos después de la guerra entre México y Estados Unidos, el Tratado de Guadalupe Hidalgo de 1848 dispuso que se respetarían las mercedes de tierras. Según lo exigido por la Ley de Tierras de 1851, Antonio José Rocha, José Jorge Rocha y Josefa de la Merced de Jordan presentaron una reclamación ante la Comisión de Tierras Públicas en 1852, pero fue rechazada en 1860. La subvención incluyó los famosos pozos de asfalto de La Brea.
Como sucedió con otros rancheros, los gastos legales de los demandantes los dejaron sin dinero. En 1860, el hijo de Antonio José Rocha, José Jorge Rocha, traspasó el Rancho La Brea a Henry Hancock. Hancock pagó $ 20,000 por las subvenciones mexicanas (a $ 2 o $ 3 por acre) con sus ganancias de la venta de oro que había encontrado en una rica mina de placer. Se dedicó al desarrollo comercial de los depósitos de asfalto en Rancho La Brea. Envió cantidades considerables a San Francisco en goleta. Después de la muerte de Hancock en 1883, fue propiedad de su esposa, Ida Hancock Ross. La mayor parte de Rancho La Brea fue posteriormente subdividida y desarrollada por su hijo sobreviviente, el Capitán George Allan Hancock. Era dueño de Rancho La Brea Oil Company y donó 23 acres (93 077,8 m²) del Parque Hancock al condado de Los Ángeles en 1924 para preservar y exhibir los fósiles exhumados de Rancho La Brea. Los pozos de asfalto de La Brea dentro del Parque son un Monumento Natural Nacional ahora registrado.
Arthur Gilmore compró parte de la tierra de Rancho en la década de 1890 y comenzó una granja lechera. Perforando en busca de agua, encontró petróleo. Este hallazgo recibió el nombre de Salt Lake Oil Field en honor a la empresa que lo perforaba. El hijo de Arthur, Earl Gilmore, construyó el Gilmore Stadium junto al Gilmore Field.

## Galería de imágenes

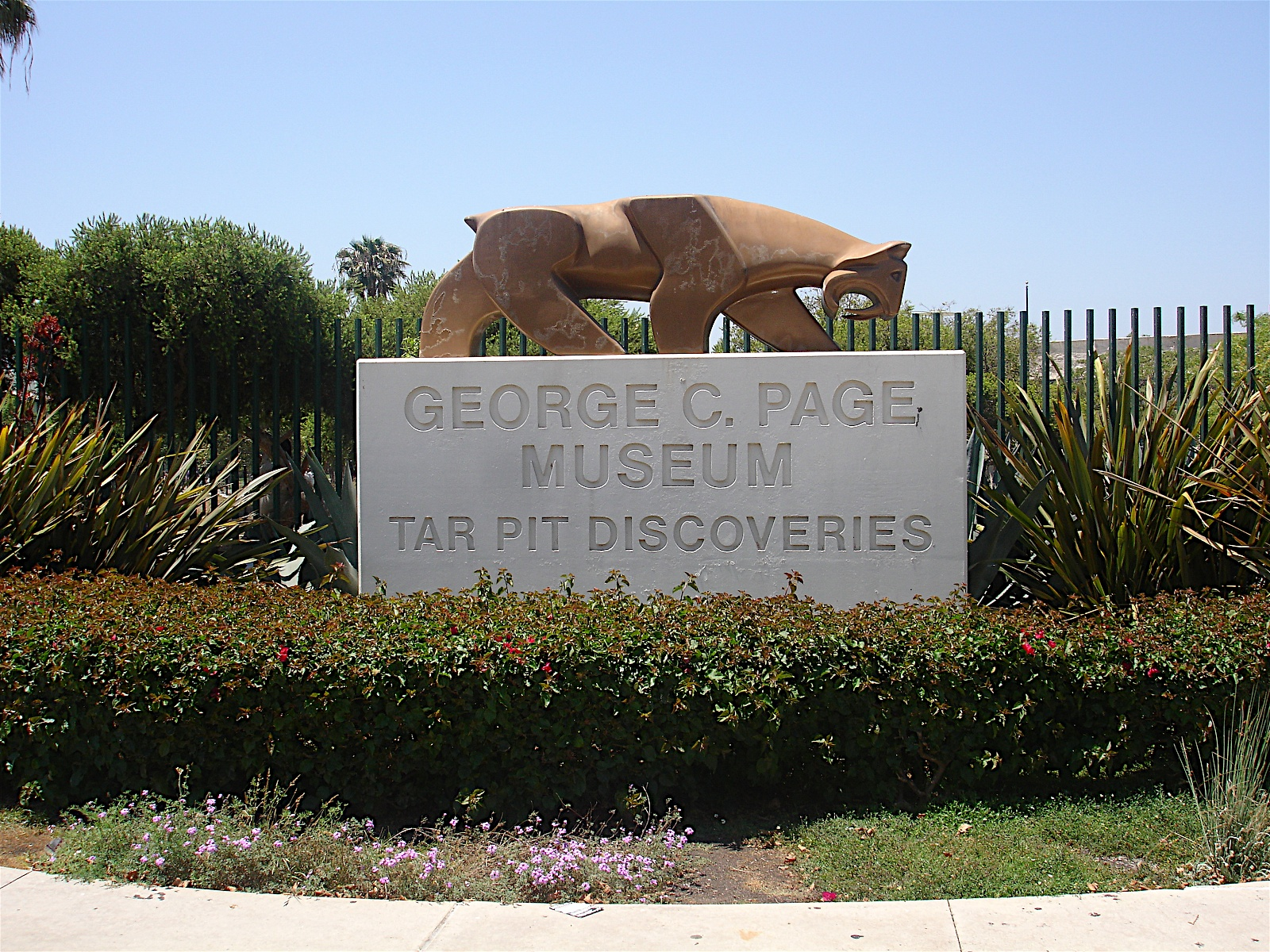
Museo George C. Page en Hancock Park.
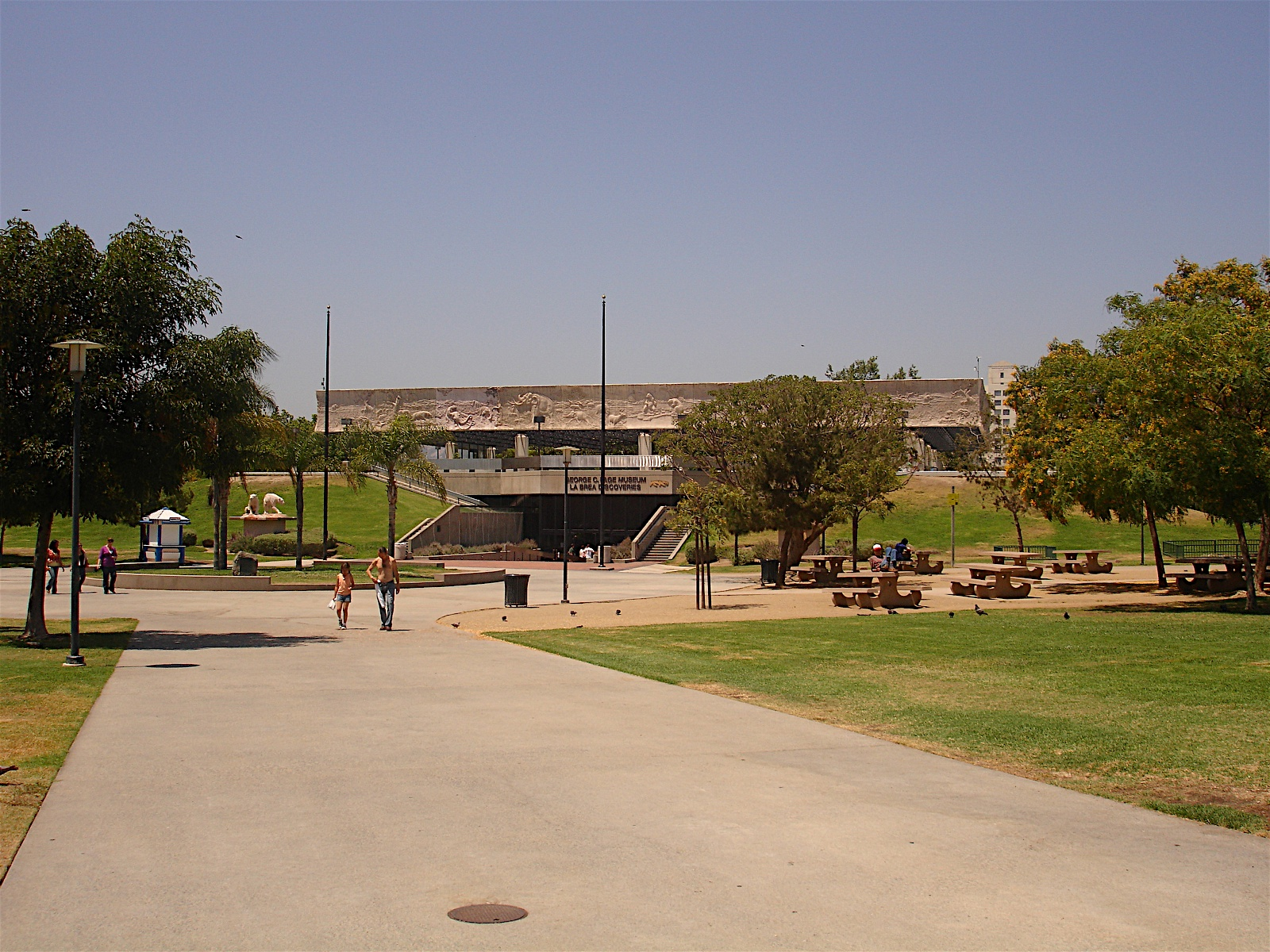
Vista del Museo George C. Page.
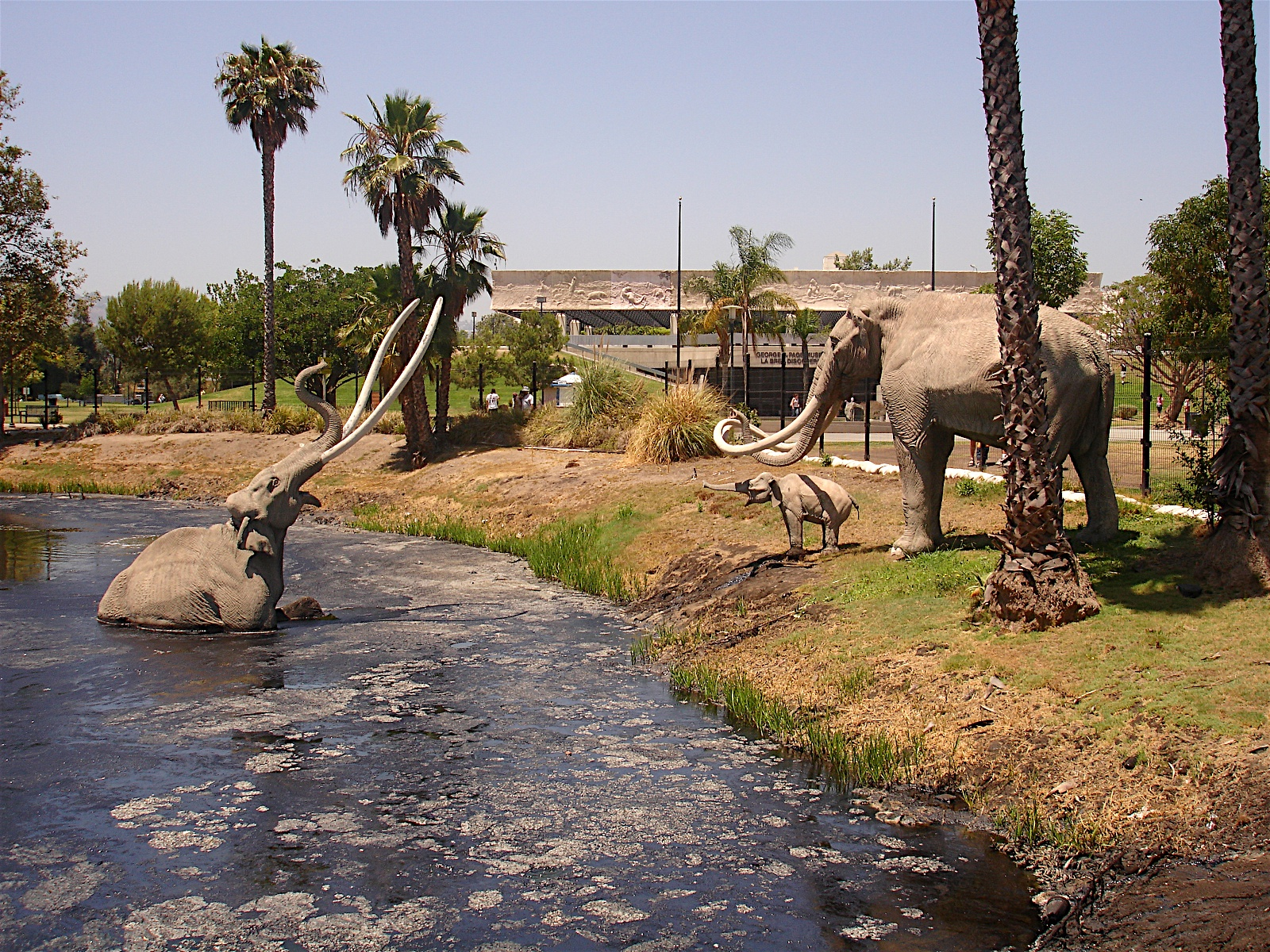
Réplicas de mastodontes en los pozos.
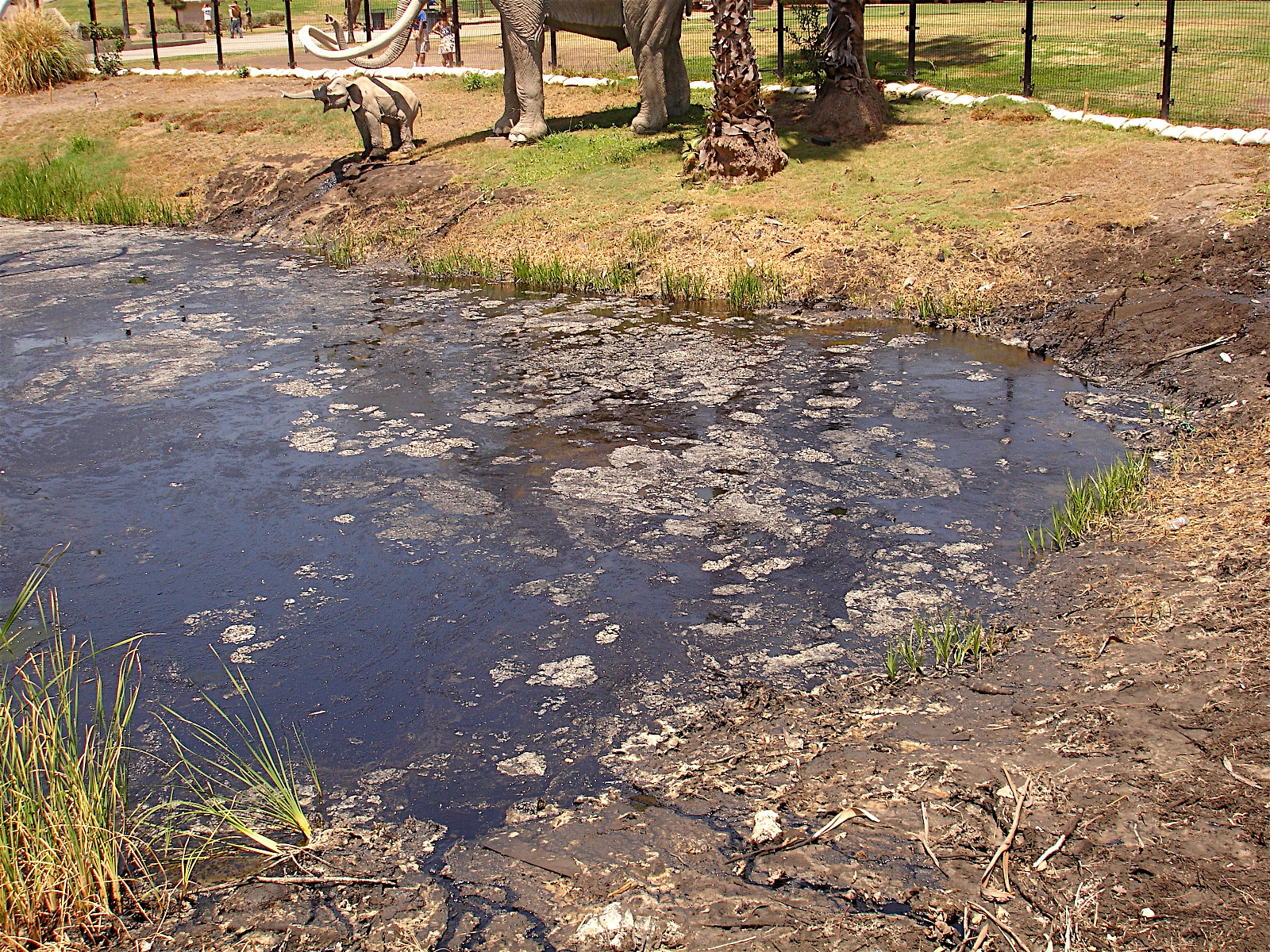
Acceso al pozo principal.
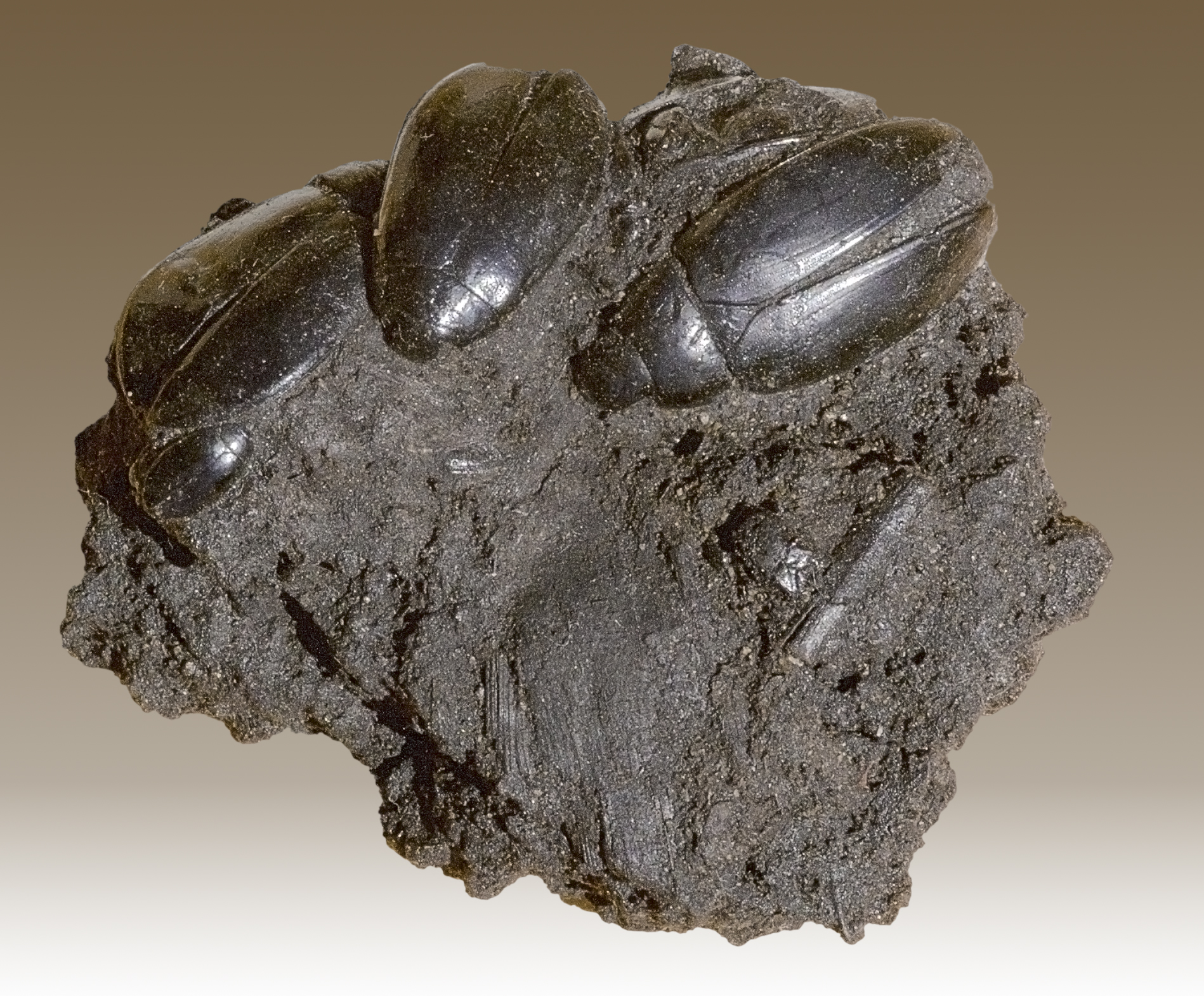
Hydrophilus sp.